# 牛久コミュニティ放送
特定非営利活動法人牛久コミュニティ放送（うしくコミュニティほうそう）は、茨城県牛久市と稲敷郡阿見町の各一部地域を放送対象地域として超短波放送（FM放送）をする特定地上基幹放送事業者である。
略称はFM-UU、FMうしくうれしく放送の愛称でコミュニティ放送をしている。

## 概要
2015年（平成27年）開局。
本社は当初、牛久市南にあったが2018年（平成30年）に牛久市中央の牛久市保健センターに移転した。
演奏所（スタジオ）は当初から牛久市保健センターにある。
送信所は牛久市牛久町の牛久駅西口前のエスカード牛久にあり、特定地上基幹放送局の呼出符号はJOZZ3CC-FM、呼出名称はうしくエフエム、周波数85.4MHz、空中線電力20Wで放送区域は牛久市、阿見町、つくば市、龍ケ崎市、稲敷市、美浦村、土浦市の各一部地域。
インターネット配信はSimulRadioとListenRadioによる。
日曜深夜も含め24時間放送をする。
自社制作番組は平日10:00 - 14:00の間で、これ以外はミュージックバードを放送。
インターネット配信は自社制作番組のみである。
牛久市とは「災害時等における情報発信に関する協定」を締結

している。

## 沿革
- 2015年（平成27年）
  - 5月8日 - 特定非営利活動法人牛久コミュニティ放送設立の認証[4]
  - 5月21日 - 特定地上基幹放送局の予備免許取得[1]
  - 8月21日 - 特定地上基幹放送局の免許取得[5]
  - 8月24日 - 開局[5][6]、午前10時より放送開始[7]、牛久市と「災害時等における情報発信に関する協定」を締結[3]
  - 9月28日 - SimulRadioによるインターネット配信開始
- 2017年（平成29年）
  - 12月22日 - ListenRadioによるインターネット配信開始[8]
- 2018年（平成30年）
  - 6月27日 - 本社を牛久市南から牛久市中央に移転[9]
- 2024年（令和6年）
  - 1月6日 - 自社制作番組『牛久からきらめくつながり、日本ワイン140年史～ワイン発祥の地、日本遺産牛久シャトー～[10]』をミュージックバードを通じた全国のコミュニティFM局で放送開始。

## 自社番組
［生］のマークは生放送、［再］のマークは再放送。
- FMUU朝カツ!（月 - 金 9:00 - 10:00）
  - FMUU朝カツ!ラジオ体操（月 - 金 	9:15 - 9:20）
    - 亀ちゃんのかめかめEnglish! - 亀田昌代（月・水・金）
    - 水野谷香の今日も元気でHapp yLife!!（火・木）
- ［生］UUラジオ・854！（月 - 金 10:00 - 12:00、［再］17:00 - 19:00）
  - 広報うしく（月 - 金 10:00 - 11:00、［再］17:00 - 18:00）
  - らしくうしくインフォメーション
  - うしくニュース（月・火・金）／うしく街角レポート（水・木）
  - だいすき！うしく（10:30 - 10:45）
  - うしくHOT情報（10:45 - 11:00）
- UU広場（月 - 金 11:00 - 15:00）
  - （第3週）牛久郵便局情報
  - 社会福祉協議会だより（火 11:00 - 11:15、日 12:00 - 12:15）※牛久市社会福祉協議会：提供
  - メールコーナー（月 - 金 11:15 - 11:30）
  - お知らせポケット（月 - 金 11:30 - 12:00）
- GOGOラジオ・854!（月 - 金 12:00 - 13:00、［再］19:00 - 20:00）
  - 社会福祉協議会だより（月 - 金 12:00 - 12:15）
  - レポートコーナー「GOGOレポート」（12:15 - 12:45）
  - FM-UU企業紹介（12:45 - 13:00）
  - こんにちは！市長です
- UUアフタヌーン（月 - 金 15:00 - 15:30、［再］22:00 - 22:30）
  - 一寸先の光へ～長瀬総合法律事務所です～（第1・3・5週 15:00 -15:30、［再］22:00 - 22:30）
  - GOGOドライブ（月・水・金 15:30 - 17:00）
  - ［生］井上翔弥の笑売繁盛（第1・3週 火 15:00 – 17:00）
  - FMUUまち活！（第2・4・5週 火 15:00 – 16:00）
  - ［生］夢太とMioのYOU＆ME（第1週 水 15:00 - 16:00、［再］日 21:00 - 21:30）
  - 土と共に（第2週 水 15:00 - 16:00）※つくば牡丹園：提供
  - いばらきコネクテッド（第4・5週 水 15:00 - 16:00）
  - ［生］RADIO SPARKING!!（第1週 木 15:00 - 15:30）
  - よしっち流　孤高のサイクル（第3週 木 15:00 - 15:30）
  - COLOR RADIO～色と波動で心を整える30分〜（第4・5週 木 15:00 - 15:30）
  - 限りなく啼鵬の音楽全集（金 15:00 - 15:30）
- UUナイトアワー（月 - 金 21:00 -21:30）
  - 夢太とMioのYOU＆ME（月）※再放送
  - 渡辺大輔ケーナ☆FREEDOM（火）
  - EmiLyのMusicCafe（水）
  - GOGOラジオ戦隊「UUファイブミュージック!!」（木・金）
- ［生］おひるでポン！（月 13:00 - 15:00）
- ［生］FMUUまち活！（火 13:00  - 14:00）
- ［生］ファンキーWednesday!（水 13:00 - 14:00）
- ［生］ドライバーズ・ハイ（木 13:00 - 14:00）
- ［生］ウッシーいとうのラジオ商店会（金 13:00 - 14:00）
- ブンナ母娘のスモールトーク（第1週 土 14:00 - 15:00）
- ぱんちゃんと一緒（第1・2週 日 21:00 - 22:00）